# Seckau
Seckau (in italiano storico: Seccovia) è un comune austriaco di 1 302 abitanti nel distretto di Murtal, in Stiria; ha lo status di comune mercato (Marktgemeinde).

## Geografia fisica
Seckau sorge sul versante meridionale dei monti Tauri di Seckau, in una valle laterale della valle della Mura; comprende le frazioni (Kastastralgemeinden) di Dürnberg, Neuhofen e Seckau.

## Storia
Verso il 1140 i monaci agostiniani fondarono l'abbazia di Seckau. Seckau fu sede vescovile dal 1228 al 1786, anno in cui la sede fu trasferita a Graz. Nel 1660 Seckau acquisì il diritto di tenere un mercato; il comune fu istituito nel 1849-1850.
Nel 1883 i monaci benedettini succedettero agli agostiniani. Nel 1886 crollò la torre settentrionale dell'abbazia, che fu ricostruita fra il 1891 e il 1893, ma l'abbazia fu abbandonata nel 1940. Il complesso comprende anche una scuola cattolica privata.

## Stemma
Troncato d'armellino e di rosso. Era in origine lo stemma del prevosto di Seckau.